# Nicholas Marfelt
Nicholas Marfelt (Brønshøj, 15 september 1994) is een Deens profvoetballer die als linksback speelt.
Marfelt begon bij Hvidovre IF en speelde in het seizoen 2016/17 voor FC Helsingør. In januari 2017 tekende hij een contract tot medio 2020 bij SønderjyskE. Dat verhuurde hem in augustus 2017 voor een jaar aan Sparta Rotterdam. De club en hij beëindigden die huurovereenkomst in januari 2018 voortijdig.